# Мліївська волость
Мліївська волость — історична адміністративно-територіальна одиниця Черкаського повіту Київської губернії з центром у селі Мліїв.
Станом на 1886 рік складалася з 3 поселень, єдиної сільської громади. Населення — 6353 осіб (3175 чоловічої статі та 3178 — жіночої), 970 дворових господарства.
|                     | Площа, десятин | У тому числі орної, десятин |
| ------------------- | -------------- | --------------------------- |
| Сільських громад    | 3583           | 2717                        |
| Приватної власності | 4075           | 971                         |
| Іншої власності     | 78             | 60                          |
| Загалом             | 7736           | 3748                        |

Основне поселення волості:
- Мліїв — колишнє власницьке містечко при річці Вільшанка за 55 верст від повітового міста, 5351 особа, 268 дворів, православна церква, 2 школи, 5 постоялих будинків, 5 лавок. За 4 версти — Городищенські заводи: бурякоцукровий, рафінадний, механічний із лікарнею та паровим млином.

Старшинами волості були:
- 1909—1910 роках — Микола Данилович Бурлака[2],[3];
- 1912 року — Савва Степанович Подунейко[4];
- 1913—1915 року — Олександр Іванович Губарь[5],[6].